# Tetsuya Yamazaki
Tetsuya Yamazaki (jap. 山崎 哲也 Yamazaki Tetsuya; ur. 25 lipca 1978) – japoński piłkarz występujący na pozycji obrońcy.

## Kariera klubowa
Od 1997 do 2008 roku występował w klubach Montedio Yamagata, Oita Trinita i Cerezo Osaka.